# Скотт, Джеймс (футболист, 2000)
Джеймс Райан Скотт (англ. James Ryan Scott; род. 30 августа 2000, Глазго) — шотландский футболист, полузащитник клуба «Халл Сити».

## Клубная карьера
Скотт — воспитанник клуба «Мотеруэлл». 21 апреля 2018 года в матче против «Росс Каунти» он дебютировал в шотландской Премьер-лиге. 27 апреля в поединке против «Данди» Джеймс забил свой первый гол за «Мотеруэлл». Летом 2020 года Скотт перешёл в английский «Халл Сити», подписав контракт на 3,5 года. 20 июня в матче против «Чарльтон Атлетик» он дебютировал в Чемпионшип. 27 июня в поединке против «Бирмингем Сити» Джеймс забил свой первый гол за «Халл Сити». По итогам сезона клуб вылетел в Первую лигу Англии, но игрок остался в команде и спустя год, помог ей вернуться в Чемпионшип.
Летом 2021 года Скотт был арендован «Хибернианом». 22 августа в матче против «Данди» он дебютировал за новый клуб. 10 мая 2022 года в поединке против «Данди» Джеймс забил свой первый гол за «Хиберниан». 15 мая в поединке против «Сент-Джонстона» он сделал хет-трик. 